# Lewis Hine
Lewis Wickes Hine (Oshkosh, Wisconsin, 26 de setembre de 1874 – Hastings-on-Hudson, Estat de Nova York, 3 de novembre de 1940) va ser un sociòleg i fotògraf estatunidenc. Hine utilitzà la seva càmera com una eina per a la reforma social. Les seves fotografies esdevingueren instrumentals per canviar les lleis del treball infantil als Estats Units.

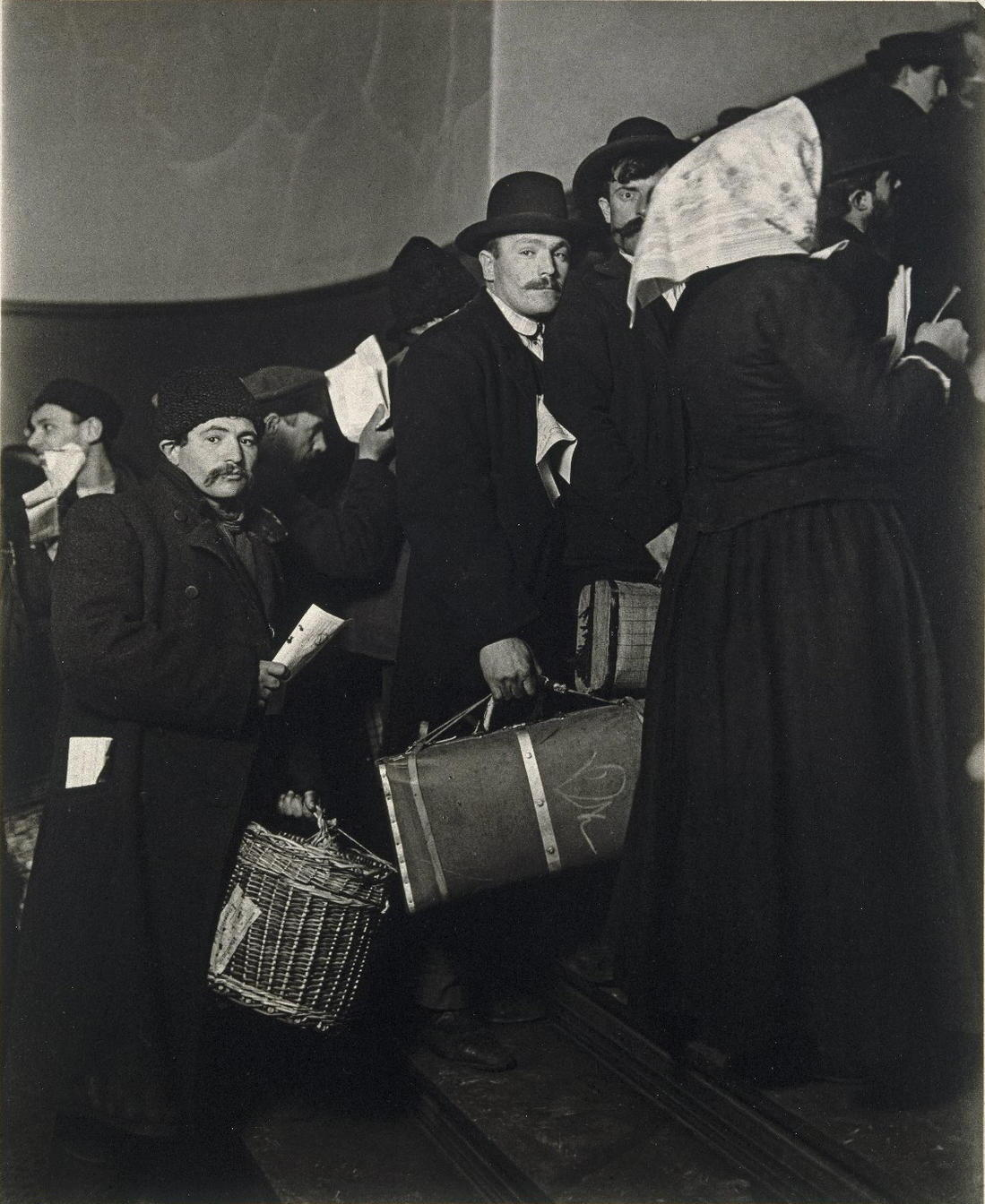
Brooklyn Museum i Promised Land Ellis Island - Lewis Wickes Hine

## Biografia
Hine nasqué a Oshkosh, Wisconsin, el 1874. Arran de la mort per un accident del seu pare, Lewis començà a treballar i a estalviar diners per a la seva educació escolar. Estudià sociologia a les Universitat de Chicago, Universitat de Colúmbia i a la New York University. Va esdevenir professor d'ètica a la ciutat de Nova York i encoratjà els seus alumnes perquè usessin la fotografia com un medi educatiu.
Amb els alumnes es desplaçà a Ellis Island al Port de Nova York entre 1904 i 1909, per a fer-hi fotografies documentals.
Sovint se l'ha considerat l'autor de la fotografia icònica Dinar dalt d'un gratacels, feta el 1932 durant les obres de construcció del RCA Building de Nova York, tot i que sembla que va ser finalment el fotògraf Charles C. Ebbets qui la va realitzar.

## Galeria

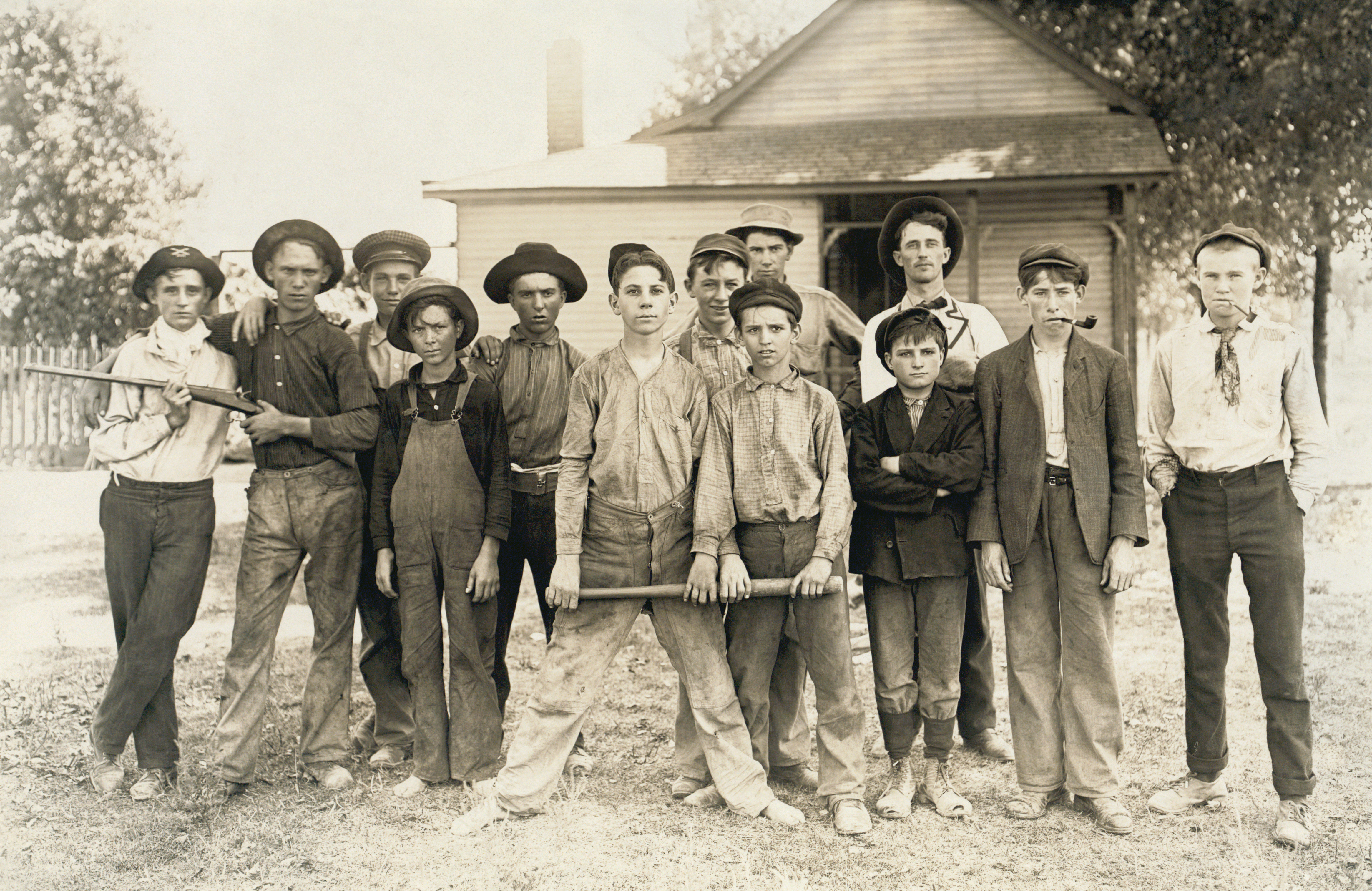
Equip de beisbol compost per treballadors infantils Indiana, agost de 1908.
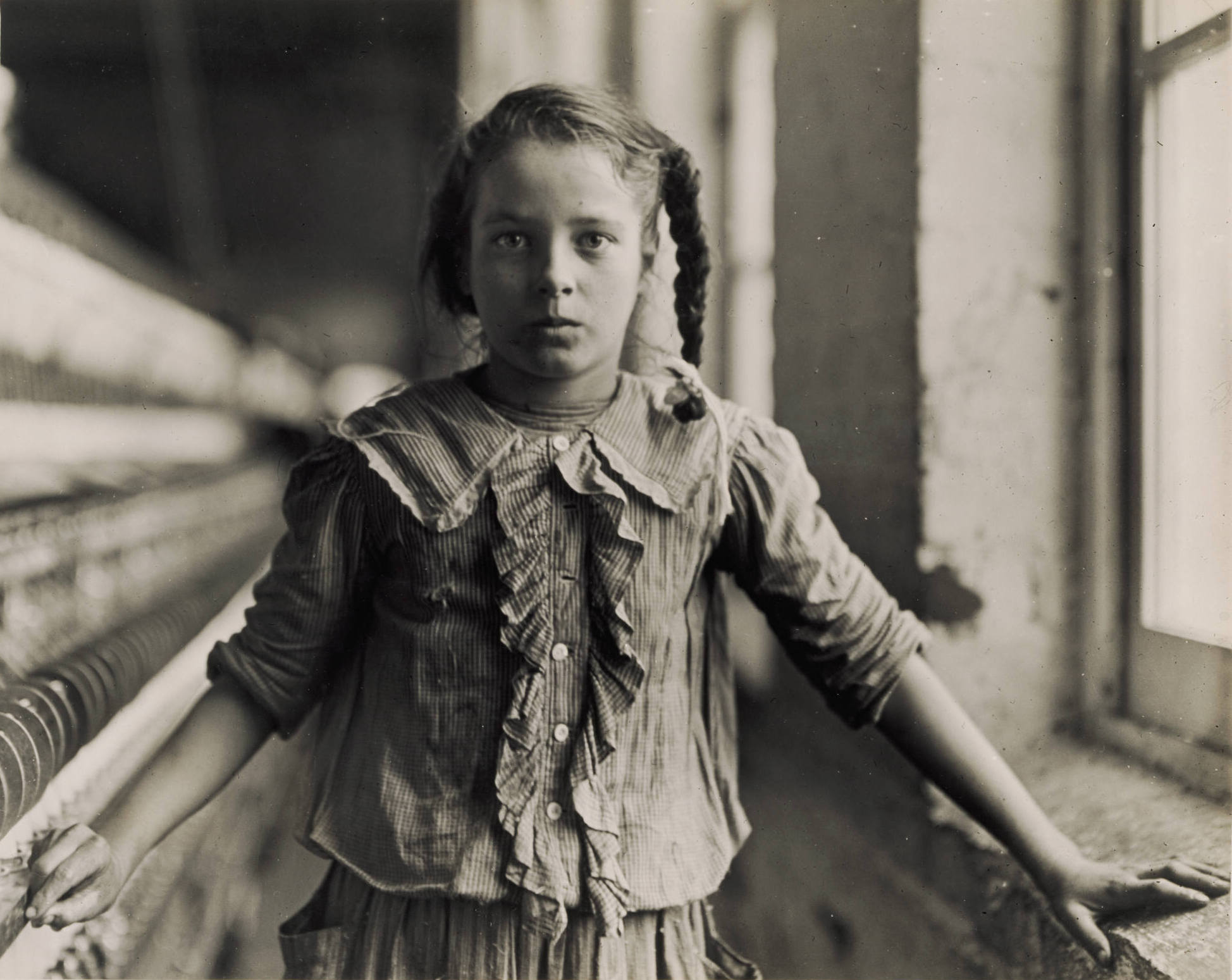
Noia adolescent al Carolina Cotton Mill, 1908, Princeton University Art Museum
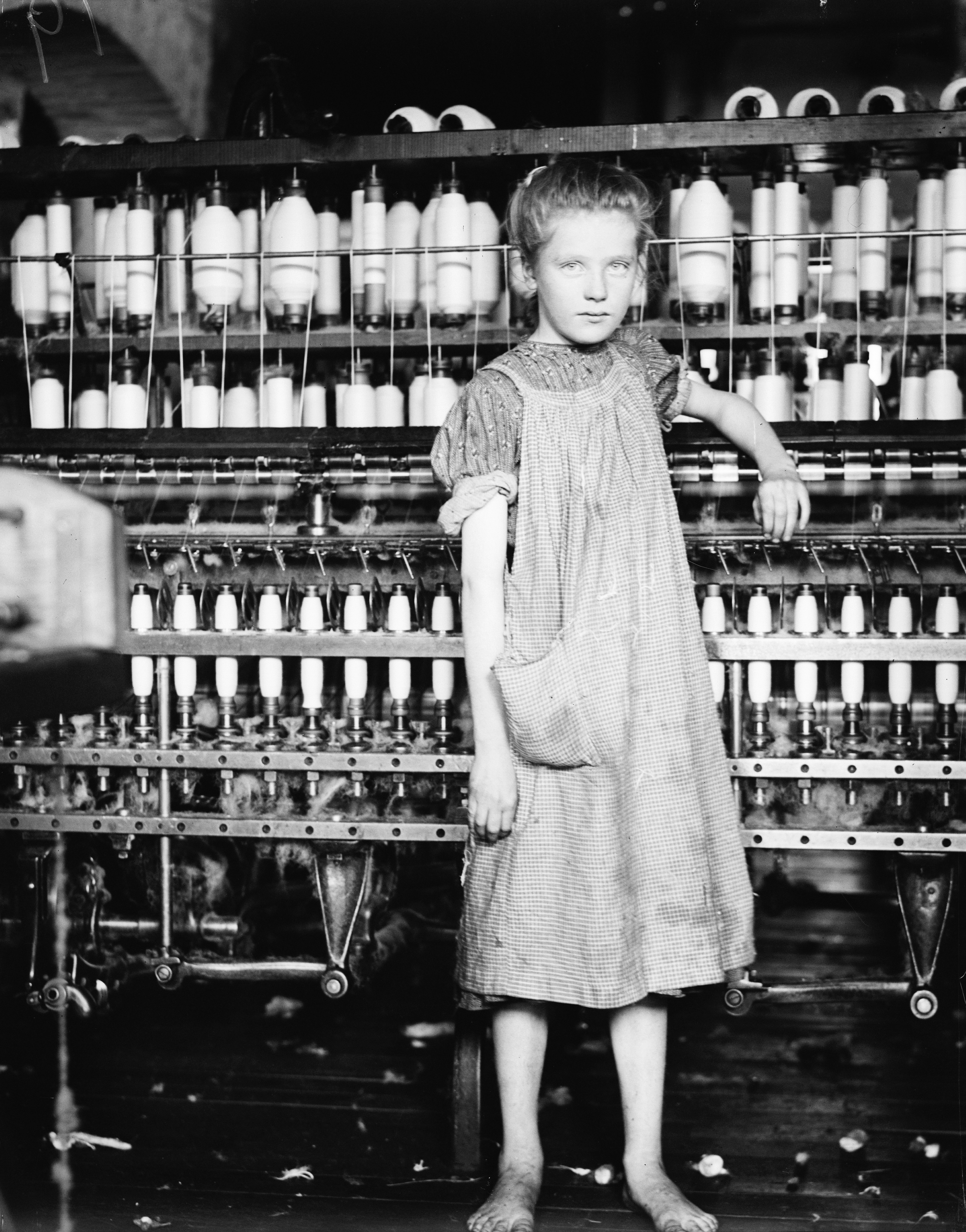
"Addie Card, 12 anys Cotton Mill. Vt.", 1910.
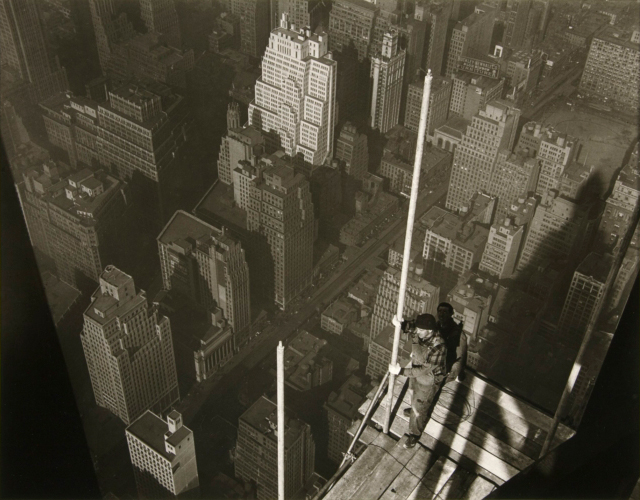
Empire State Building, 1932.